# Caspar-Werke

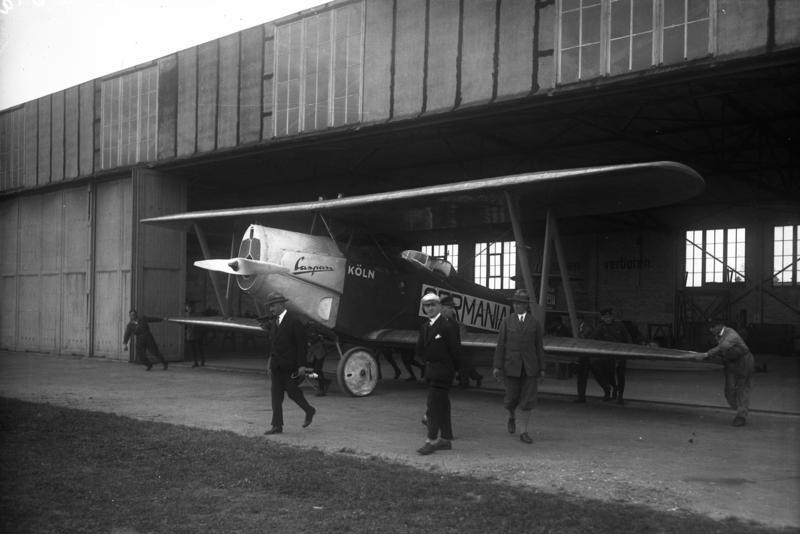
Caspar C 32 des Ozeanfliegers Otto Könnecke

Die Caspar-Werke AG war zwischen 1920 und 1928 ein Flugzeugwerk auf dem Priwall in Lübeck-Travemünde.

## Geschichte
Die Hanseatischen Flugzeugwerke Karl Caspar AG wurden bereits im November 1911 in Wandsbek von Karl Caspar gegründet und nach einem Brand nach Fuhlsbüttel verlagert. Nach Ausbruch des Ersten Weltkrieges verkaufte Caspar sein Unternehmen im Dezember 1914 an die Brandenburgischen Flugzeugwerke. Der Betrieb fusionierte im September 1915 mit anderen Firmen Camillo Castiglionis zur Hansa- und Brandenburgische Flugzeugwerke AG (HBF). Caspar erwarb nach dem Ende seines Militärdienstes seine Anteile zurück und gründete die Firma 1917 in Fuhlsbüttel neu. Seit 1918 nutzte Caspar die Flugzeugwerft Lübeck-Travemünde; die im Frühjahr 1920 nach Schließung des Werkes in Fuhlsbüttel Hauptsitz der neugegründeten Caspar Werke GmbH wurde. Da Deutschland nach dem Versailler Vertrag keine Militärflugzeuge bauen durfte, entwickelte der neue Chefkonstrukteur Ernst Heinkel unter strengster Geheimhaltung die Prototypen der U-Boot-Bordflugzeuge U 1 und U 2 und den Seeaufklärer S I. Einzelteile wurden nach Schweden geschmuggelt und bei der schwedischen Svenska Aero montiert.
Als Heinkel Ende 1922 ausschied, um sein eigenes Unternehmen zu gründen, wurde Karl Theiss sein Nachfolger, der 1924 durch Ernst von Loessl und später durch Reinhold Mewes ersetzt wurde. 1923 wurde die Unternehmensform in eine Kommanditgesellschaft umgewandelt und 1925 in Caspar-Werke AG umbenannt. Zu dieser Zeit nahm das Unternehmen mit zahlreichen Entwürfen an den Deutschen Rundflügen teil. 1927 entstand unter anderem die C 32, eines der weltweit ersten Agrarflugzeuge, das 750 kg Schädlingsbekämpfungsmittel versprühen konnte. Mit der umgebauten C 32 „Germania“ unternahm Otto Könnecke 1927 einen Langstreckenflug von Köln nach New York, scheiterte aber mit Motorschaden in Indien. In der Lohmann-Affäre wurde 1927 aufgedeckt, dass die Caspar-Werke bereits 1926 über eine Tarnfirma von der Reichsmarine aufgekauft worden waren. Trotzdem meldete Caspar im April 1928 Konkurs an. Der Standort wurde von der Erprobungsstelle See übernommen.

## Flugzeugtypen

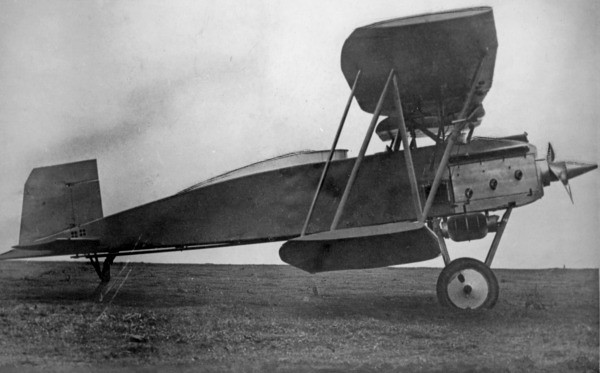
Caspar C 30

- 1922: S I (Seeaufklärer), U 1, U 2 (U-Boot-gestützte Seeaufklärer)
- 1923: S II (Seeaufklärer); CT 1 – CT 5 (Sportdoppeldecker in Holzbauweise); CLE 11 (kleines Reiseflugzeug in Form eines freitragenden Hochdeckers in Holzbauweise für zwei Passagiere), CLE 12 (Verkehrsflugzeug für acht Passagiere)
- 1924: CJ 14 (Jagdflugzeug), CS 14 (Aufklärungsflugzeug), CLE 16 (verbesserte CLE 11 für drei Passagiere)
- 1925: C 17 (Sportflugzeug, zweisitziger freitragender Tiefdecker in Holzbauweise),[3] C 23, C 24, C 26 (Schul- und Sportflugzeuge, nahmen 1925 am Deutschen Rundflug teil)
- 1926: C 27 (See-Übungsflugzeug), C 29, C 30 (Aufklärungsflugzeug)
- 1927: C 32 (Agrarflugzeug), C 35 Priwall (Passagierflugzeug, 2 + 8 Sitze, von der Deutschen Luft Hansa als Frachtflugzeug eingesetzt)
- 1928: C 33 (Übungsflugzeug, zweisitziger Doppeldecker in Holzbauweise), C 36 W (Seeaufklärer, auch als Landversion C 36)